# Hüseyin Bektaş
Hüseyin Bektaş (* 1. Januar 1961 in Kaynarpınar, Türkei, Provinz Bingöl) ist ein Arzt, Chirurg, Autor, Professor an der Medizinischen Hochschule Hannover (MHH) und Chefarzt der Klinik für Allgemein-, Viszeral- und Onkologische Chirurgie im Klinikum Bremen-Mitte. Der Vorstand im S.A.Z. Kinderhilfswerk engagiert sich unter anderem für die kurdischen und die vom Völkermord bedrohten Kurdisch-jesidischen Kinder im Nordirak.

## Leben
„Geboren in Nord-Kurdistan“, besuchte Hüseyin Bektaş eine Schule in der Türkei (Kaynarpınar) und immigrierte anschließend in die Bundesrepublik Deutschland.
In Hannover studierte Bektaş Medizin an der MHH, wo er 1992 unter Heinz Hundeshagen seine Dissertation schrieb zur „[...] Bedeutung der Kernspintomographie in der Diagnostik des Tethered-Cord-Syndroms bei Kindern“.
Nach einem Intermezzo als Assistenz- und Oberarzt an der Ruhr-Universität Bochum und im Knappschaftskrankenhaus Bochum-Langendreer unter Jürgen Klempnauer habilitierte sich Bektaş 2002 an der MHH mit seiner Schrift Toleranzinduktion für Organtransplantate durch donorspezifische Bluttransfusion. Tierexperimentelle Untersuchungen an MHC-kongenen Ratten.
2008 übernahm Hüseyin Bektaş an der MHH die Leitung der Sektion Hepatobiliäre und Pankreaschirurgie bis Januar 2016. Er übernahm im Januar 2016 die Leitung der Klinik für Allgemeine, Viszeral und Onkologische Chirurgie im Klinikum Bremen-Mitte.
Als nach dem Terror und dem drohenden Völkermord an religiösen Minderheiten im Nordirak durch IS-Gruppen der niedersächsische Ministerpräsident Stephan Weil dem Verband Kurdischer Ärzte in Deutschland Mitte August 2014 eine Spende von 200.000 Euro zugesagt hatte, erklärte Hüseyin Bektaş in der Niedersächsischen Staatskanzlei anlässlich seiner bevorstehenden humanitären Hilfsreise in den Nordirak als einer von zwanzig europäischen Ärzten, er wolle dort die Menschen „mit Flüssigkeiten, mit Antibiotika, mit Medikamenten versorgen“. Das „größte Problem“ sei zunächst die Bekämpfung von Dehydration, Gastroenteritis und Infektionskrankheiten.

## Vereinsfunktionen
Gemeinsam mit Naciye Celebi-Bektaş, Sükrü Güler und Fikret Yıldız ist Hüseyin Bektaş Vorstandsmitglied im S.A.Z. Kinderhilfswerk.

## Publikationen (Auswahl)
- Die Bedeutung der Kernspintomographie in der Diagnostik des Tethered-Cord-Syndroms bei Kindern, Dissertation 1992 an der MHH, Hannover: 1992
- Toleranzinduktion für Organtransplantate durch donorspezifische Bluttransfusion. Tierexperimentelle Untersuchungen an MHC-kongenen Ratten, Habilitations-Schrift 2002 an der MHH, Hannover: 2002
- Liste der Publikationen von Bektas in der US-amerikanischen Datenbank PubMed.gov

## Medienecho
- Marco Schulze: Hunderte Jesiden demonstrieren in Hannover sowie Jesiden fordern mehr deutsche Unterstützung, Videoclip und Text auf der Seite vom NDR Fernsehen vom 12. August 2014, online (Memento vom 19. August 2014 im Internet Archive) zuletzt abgerufen am 17. August 2014
- N.N.: Tausende demonstrieren gegen Terror im Irak auf der Seite von NDR 1 Niedersachsen vom 16. August 2014; online (Memento vom 17. August 2014 im Internet Archive) zuletzt abgerufen am 17. August 2014